# Perognathus parvus
Perognathus parvus е вид бозайник от семейство Торбести скокливци (Heteromyidae).

## Разпространение
Видът е разпространен в Канада (Британска Колумбия) и САЩ (Айдахо, Аризона, Вашингтон, Калифорния, Колорадо, Монтана, Невада, Орегон, Уайоминг и Юта).